# 火烧店镇
火烧店镇，是中华人民共和国陕西省汉中市留坝县下辖的一个乡镇级行政单位。

## 行政区划
火烧店镇下辖以下地区：
中西沟村、石家院村、堰坎村、天星亮村、烧房坝村、佛爷坝村、墩墩石村和太子岭村。